# Dolní Krupá (okres Havlíčkův Brod)
Dolní Krupá (německy Unter Kraupen) je obec v okrese Havlíčkův Brod v Kraji Vysočina. Leží 7 km severně od Havlíčkova Brodu. Žije zde 437 obyvatel.

## Historie
První písemná zmínka o obci pochází z roku 1283. V roce 1307 obec náležela k blízkému hradu Ronovci a je v majetku Čeňka z Lichtenburka. V roce 1502 nechal Jindřich Špetle z Prudic postavit ve vsi tvrz. Další majitelé vsi byli Jan Hougvic z Biskupic (1544–1572), Hynek a Jan Hougvicové (1572–1580), Burian Trčka z Lípy (1580–1591). Tvrz zanikla zřejmě během třicetileté války. Roku 1636 je majetek Jana Rudolfa Trčky z Lípy zkonfiskován a darem ji dostává Reinhard z Walmerode. V roce 1651 kupuje ves Jan Mencl z Bernfelsu. Tento majitel nechává postavit na místě bývalé tvrze barokní zámek s hospodářským dvorem (1660). Roku 1664 kupuje zámek i se statkem císařský rychtář Jan Jeroným z Löwenfelsu. Do roku 1900 se majitelé často střídali. Po roce 1900 Krupou kupuje Jan Šula. Od roku 1938 patří družstvu lihovarníků a v roce 1948 přebírá zámek stát. V letech 1850–1930 byla součástí okresu Německý Brod a od roku 1950 Havlíčkův Brod.
V letech 2006–2010 působil jako starosta Zdeněk Grygar, od roku 2010 do roku 2018 tuto funkci zastával Milan Tichý. Od roku 2018 je do funkce starosty zvolen Václav Plodík.

## Obyvatelstvo
| Rok            | 1869 | 1880 | 1890 | 1900 | 1910 | 1921 | 1930 | 1950 | 1961 | 1970 | 1980 | 1991 | 2001 | 2006 | 2014 |
| Počet obyvatel | 758  | 762  | 742  | 628  | 674  | 650  | 573  | 505  | 521  | 452  | 400  | 368  | 347  | 406  | 431  |

## Školství
- Základní škola a mateřská škola Dolní Krupá

## Pamětihodnosti
- Kostel svatého Víta připomínaný již roku 1307
- Zámek Dolní Krupá na návsi (dnes je zde Vlastivědné muzeum Dolní Krupá)
- stropní freska v zámecké hale Hold národů císařovně Marii Terezii z let 1750–1755
- Kaple sv. Michala (1600)
- Kaple P. Marie (1729)
- hřbitovní kaple z roku 1898 podle plánu F. Schmoranze a stavitelem Ing. F. Šupichem

## Zajímavosti
- Působil zde jako učitel Ludvík Čelanský – hudební skladatel, dirigent a zakladatel české filharmonie (1901)

## Části obce
- Dolní Krupá
- Chrast

## Fotogalerie

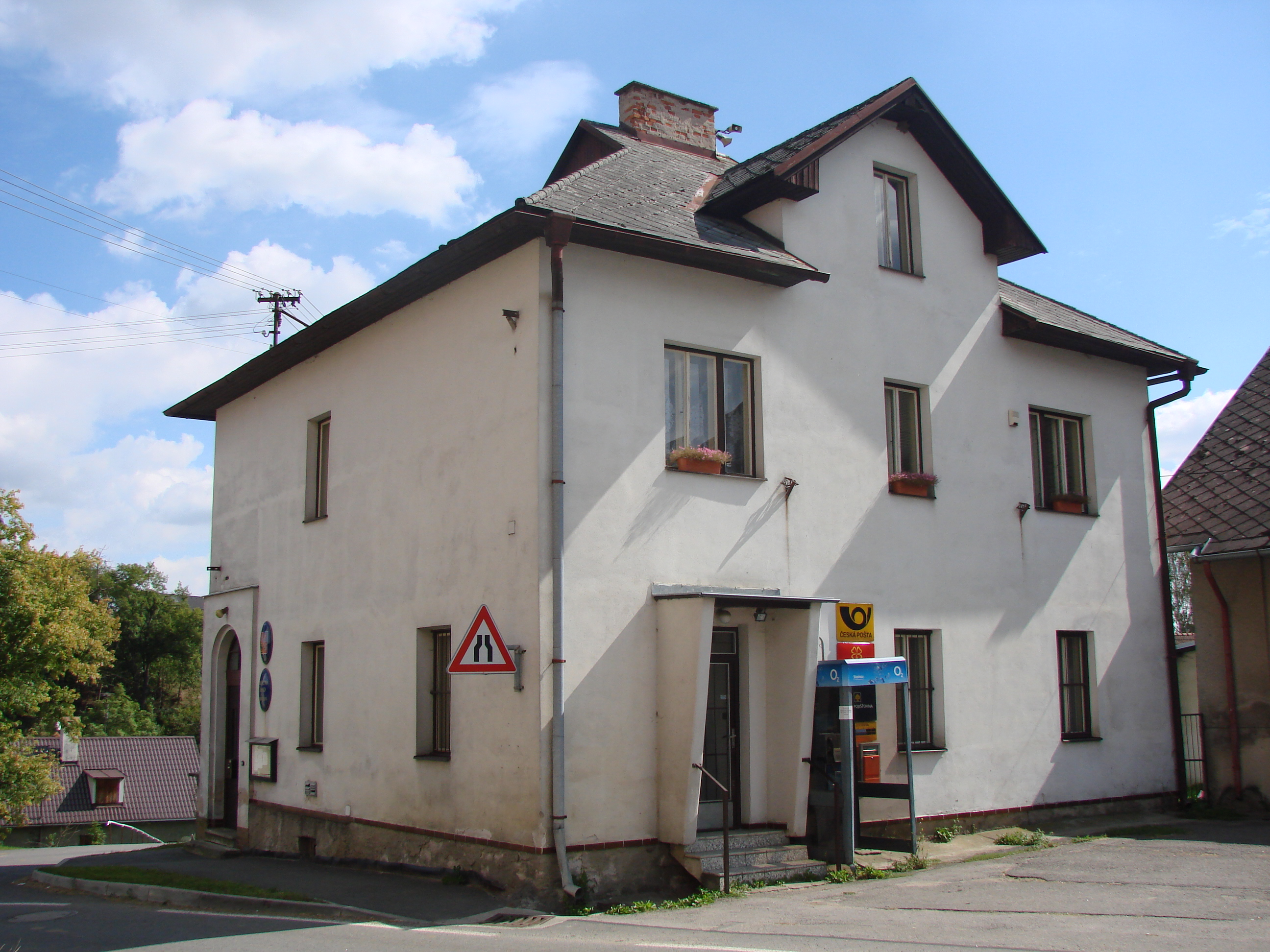
Budova obecního úřadu v Dolní Krupé
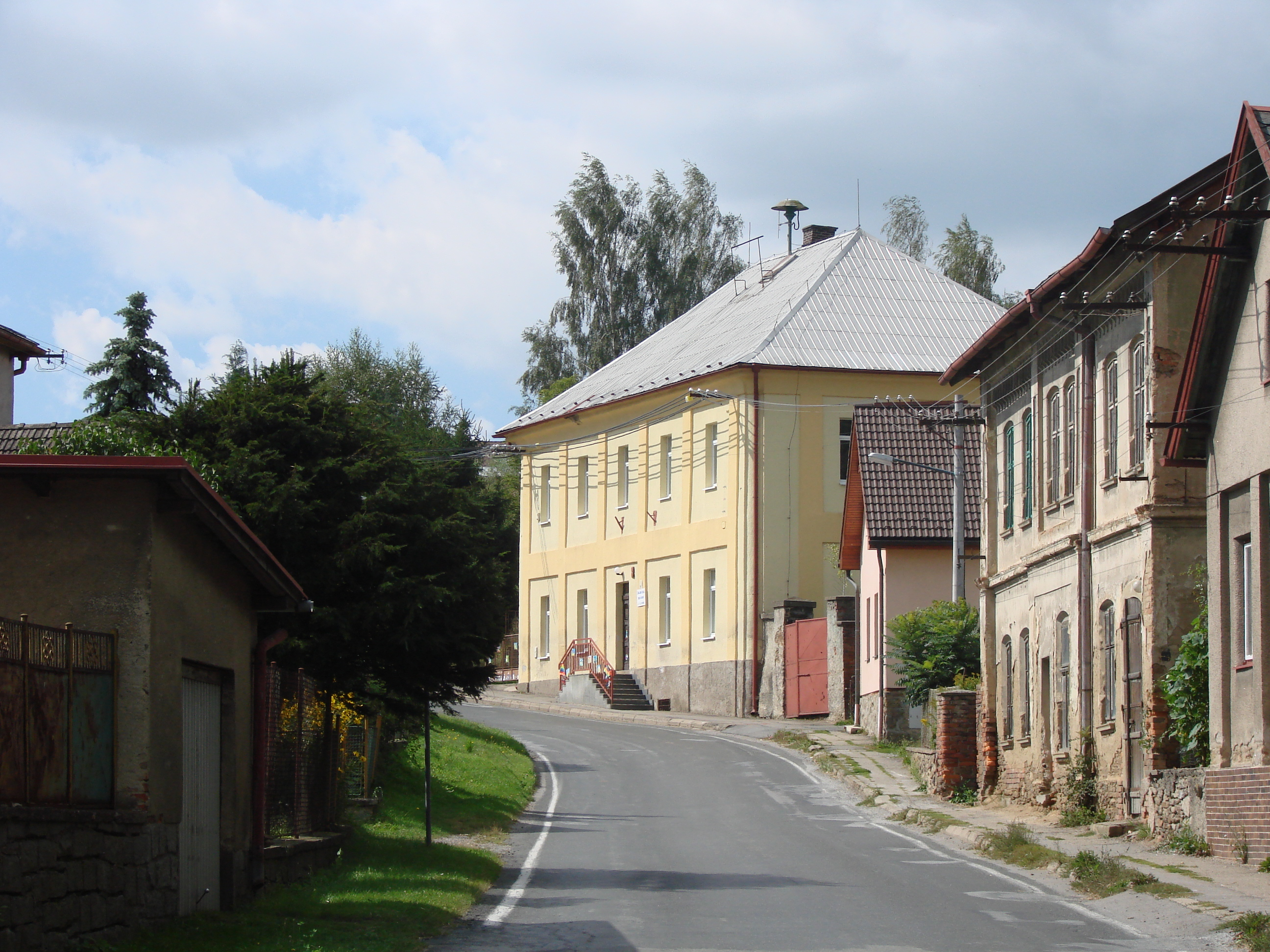
Základní škola (uprostřed) v Dolní Krupé
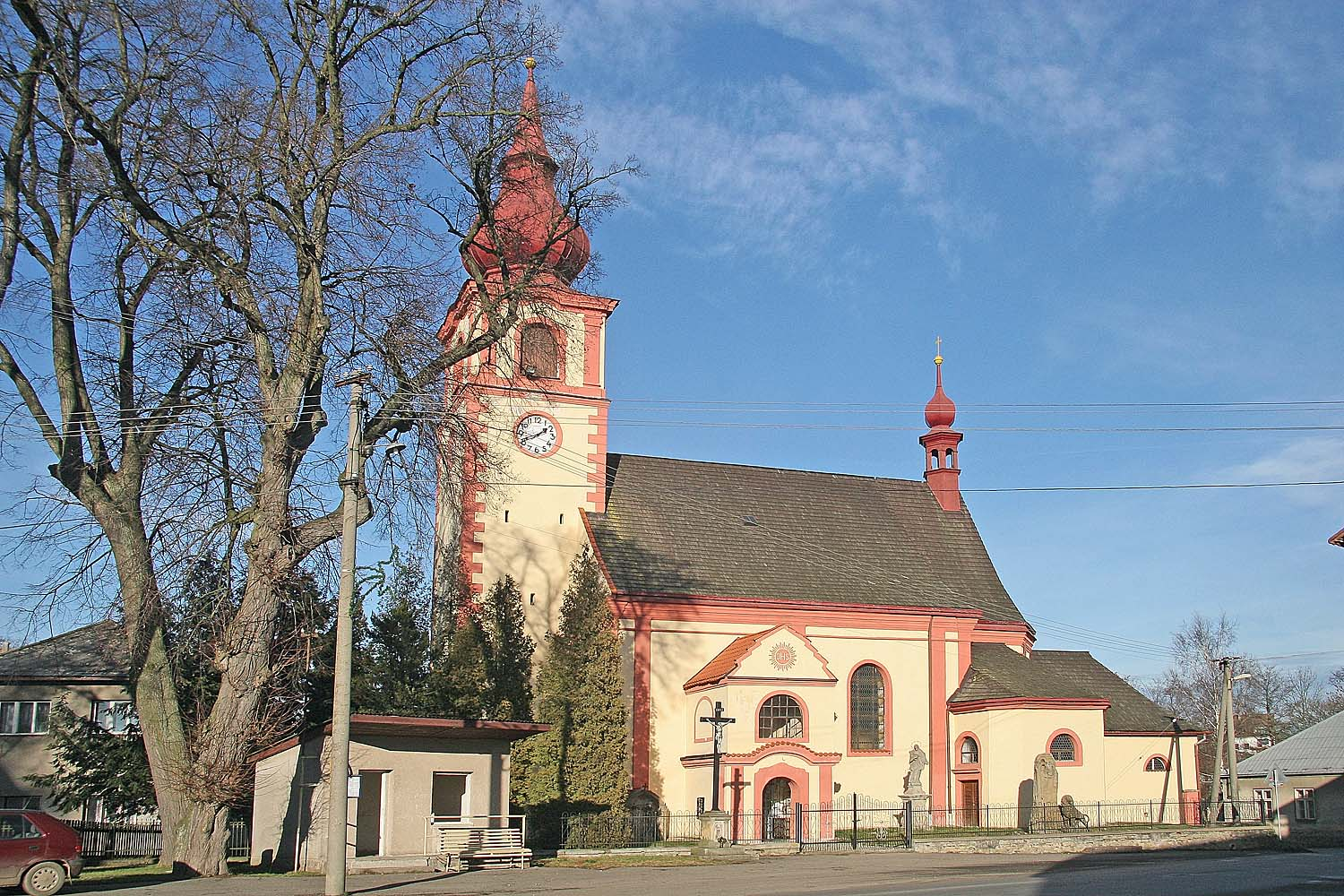
Kostel sv. Víta a autobusová zastávka
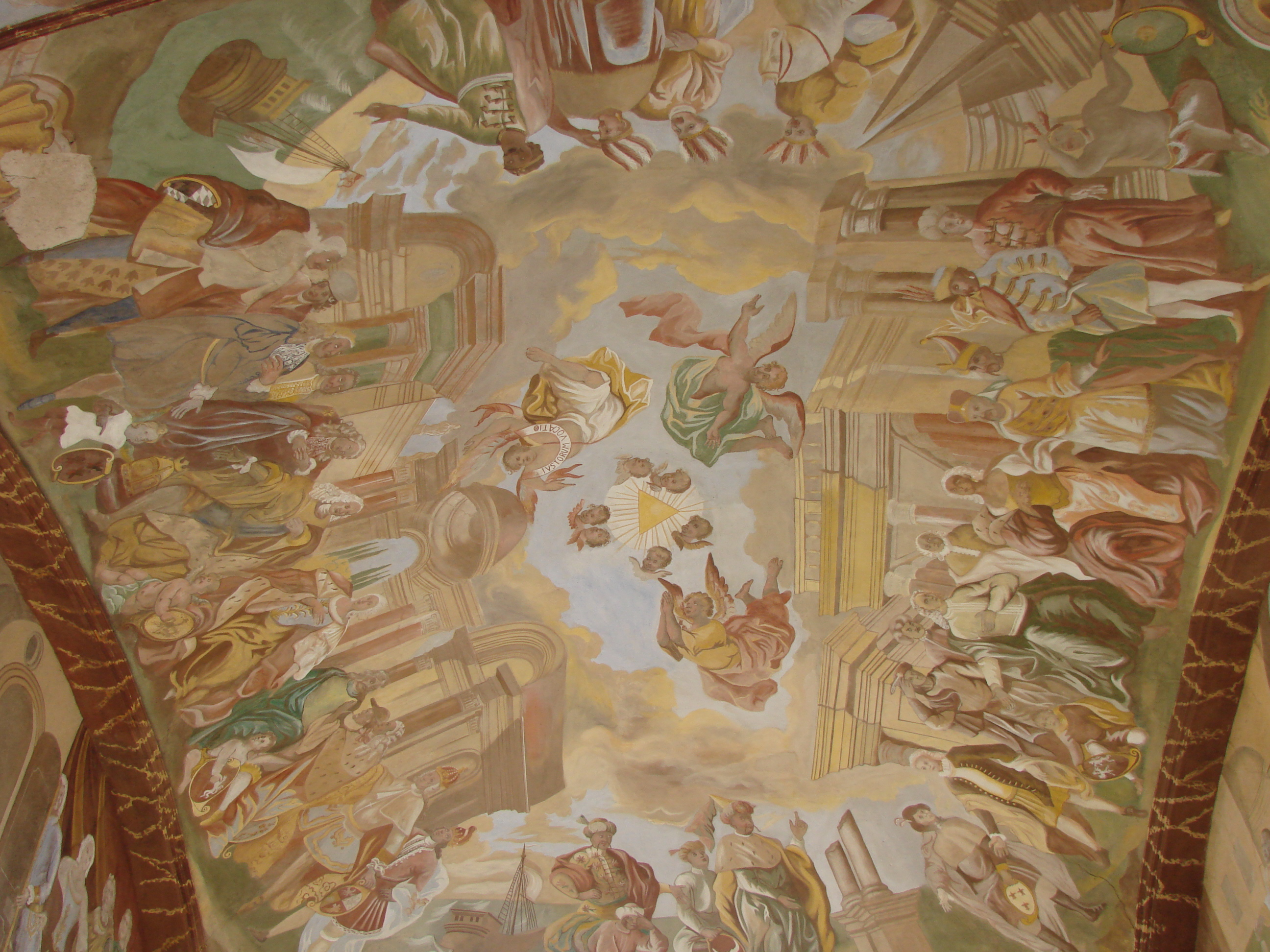
Stropní freska v zámku Dolní Krupá